# Dominio de Fukuoka
El Dominio de Fukuoka (福岡藩 Fukuoka han?) era un dominio japonés del Periodo Edo, localizado en la Provincia de Hizen (actual Prefectura de Fukuoka).

## Lista de Daimyos
• Clan Kuroda, 1600-1871 (Tozama; 502,000->412,000->433,000->473,000 koku)
- Kuroda Nagamasa
- Kuroda Tadayuki
- Kuroda Mitsuyuki
- Kuroda Tsunamasa
- Kuroda Nobumasa
- Kuroda Tsugutaka
- Kuroda Haruyuki
- Kuroda Harutaka
- Kuroda Naritaka
- Kuroda Narikiyo
- Kuroda Nagahiro
- Kuroda Nagatomo
- Principe Arisugawa Taruhito

- Datos: Q208766
- Multimedia: Fukuoka Domain / Q208766